# 寸树声

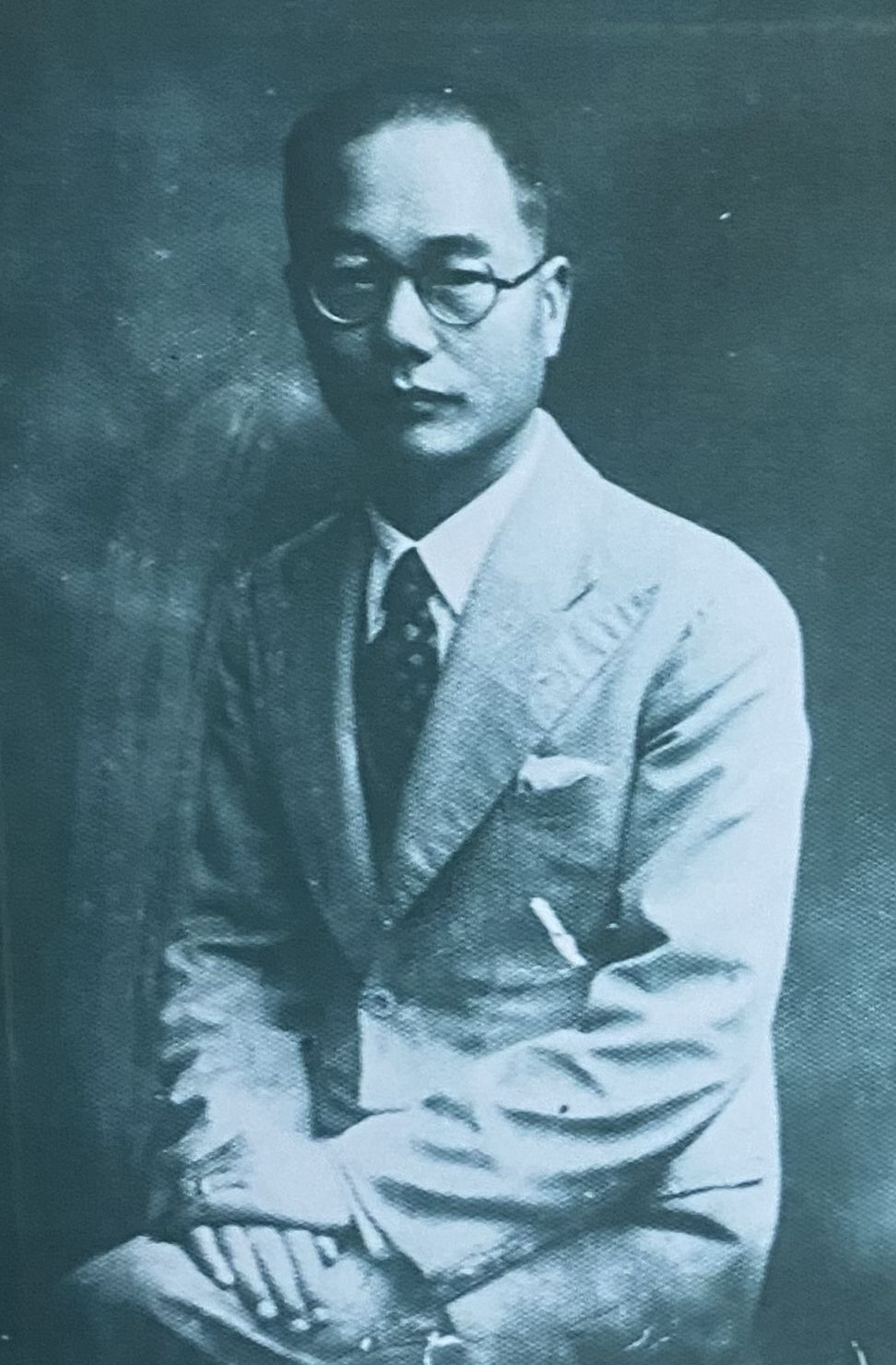
寸树声

寸树声（1896年9月25日—1978年4月1日），字雨洲，云南腾冲人，祖籍江蘇南京，中国近代教育家、经济学家。
寸树声于1911年起就读于大理中学。毕业后回乡任教。1918年前往日本留学，在九州帝国大学攻读经济学。1932年毕业后回国，先后任教于北平大学、西安临时大学、西北联合大学等校。1940年回到家乡腾冲创办了益群中学并出任校长。1944年加入中国民主同盟。
中华人民共和国成立后，寸树声调任云南大学经济系教授，并曾任临时校务委员会副主任委员、秘书长、副校长等职。1956年加入中国共产党。他还曾任民盟中央常委、民盟云南省委主委、全国政协常委、云南省政协副主席等。1978年逝世，享年82岁。